# Negative Population Growth
Negative Population Growth es una organización estadounidense fundada en 1972 que trabaja en temas de superpoblación y aboga por una reducción gradual en la población tanto en Estados Unidos como en el mundo.
NPG estima la población óptima para los Estados Unidos entre 150 y 200 millones y la población mundial óptima entre 2.000 y 3.000 millones.
Para lograr su objetivo de un menor volumen de población en EE. UU., la organización promueve políticas que reducirían la tasa de fertilidad hasta 1,5 nacimientos por mujer, abogando por reducir además el nivel de inmigración hasta una horquilla entre las 100.000 y 200.000 personas por año
La organización cuenta con alrededor de 25.000 miembros.